# Dasineura halimii
Dasineura halimii är en tvåvingeart som först beskrevs av Tavares 1902.  Dasineura halimii ingår i släktet Dasineura och familjen gallmyggor. Inga underarter finns listade i Catalogue of Life.